# 格林萊夫爾 (北卡羅萊納州)
格林萊夫爾（英語：Green Level）是一個位於美國北卡羅萊納州阿拉曼斯縣的城鎮。

## 人口
根據2020年美國人口普查的數據，格林萊夫爾的面積為3.89平方千米，當中陸地面積為3.88平方千米，而水域面積為0.01平方千米。當地共有人口3156人，而人口密度為每平方千米811人。